# Santibáñez de Ecla
Santibáñez de Ecla és un municipi de la província de Palència a la comunitat autònoma de Castella i Lleó (Espanya). Inclou les pedanies de San Andrés de Arroyo i Villaescusa de Ecla.

## Demografia
| 1991 | 1996 | 2001 | 2004 |
| ---- | ---- | ---- | ---- |
| 120  | 109  | 98   | 87   |